# Неаполис (Салоники)
Неа́полис (греч. Νεάπολις ή Νεάπολη)  — город в Греции, северный пригород Салоник. Расположен на высоте 70 метров над уровнем моря, в 1,5 километра к северу от центра Салоник и в 15 километрах к северу от международного аэропорта «Македония». Входит в общину (дим) Неаполис — Сикез в периферийной единице Салониках в периферии Центральной Македонии. Население 27 084 жителя по переписи 2011 года. Площадь 1,168 квадратного километра.
На западе по улице Лангада граничит с Амбелокипи. Районами Неаполиса являются Анайенисеос (Αναγέννηση) и Тиролис (Τυρολόης).
Небесным покровителем города является Георгий Победоносец, а местночтимым святым — священномученик Георгий Неаполит, приходской священник Неаполиса (Невшехира) в Каппадокии, убитый в 1797 году.

## История
Основан в 1922 году беженцами из Невшехира в Каппадокии после малоазийской катастрофы и греко-турецкого обмена населением. Назван по греческому названию Невшехира — Неаполис. В центре города беженцы построили церковь Айос-Еорьос, ныне кафедральный собор Неапольской и Ставропольской митрополии. В 1946 году сообщество Неаполис признано общиной (димом).

## Население
| Год  | Население, человек |
| ---- | ------------------ |
| 1991 | 31 727             |
| 2001 | 31 830             |
| 2011 | ↘ 27 084           |